# Sphingonotus tristrial
Sphingonotus tristrial är en insektsart som beskrevs av Zheng, Z. och Yanfeng Wang 2006. Sphingonotus tristrial ingår i släktet Sphingonotus och familjen gräshoppor. Inga underarter finns listade i Catalogue of Life.